# Ilse (cantante)
Ilse María Olivo Schweinfurth (Caracas; 28 de noviembre de 1965), más conocida artísticamente como Ilse, es una cantante, actriz y conductora de televisión mexicana. Es integrante del grupo musical de la década de los 80; Flans, junto con Mimí. Y actualmente actúa Flans con el grupo Pandora.

## Biografía

### Familia y estudios
Es la mayor de las tres hijas, junto con Erika y Karen, del publicista mexicano Óscar Olivo y la hondureña Ilse Schweinfurth. Nació en la ciudad de Caracas, Venezuela, puesto que sus padres se encontraban de viaje de negocios en dicho país.
Se casó con el empresario restaurantero Guillaume Martin, con quien tuvo dos hijos: Yann (1995) y Luc Alexandre (1998). Tras cinco años de matrimonio, se divorciaron en 1998. Mantiene una relación con Ricardo Balmaceda.
Estudió comunicación en la Universidad Anáhuac México.

### Carrera musical
En un viaje con sus compañeros de universidad, su talento como cantante fue descubierto por la hermana de la productora Mildred Villafañe, quien le habló de Ilse al estar Mildred buscando talentos para un programa televisivo (que no salió al aire) fue seleccionada e inmediatamente el concepto televisivo se transformó en el grupo musical Flans.
Con 19 años, Ilse junto con sus compañeras Mimí e Ivonne conformaron lo que sería el grupo icónico en la música de los años 1980, logrando un gran éxito en varios países de América, al igual que en Europa. En 1985, Flans graban su primer LP, Flans. Ilse es identificada rápidamente como "la Güerita de Flans" o "la Güera Ilse" (la de los sombreros) con el tema "Bazar" y la balada clásica "¡Ay, amor!", siendo la que más destacaba en el grupo por su simpatía y facilidad para los bailes y coreografías.
Para 1986 graba con sus compañeras 20 Millas en el que sus temas como solista fueron "Esta noche no, y "Ya no te perderé", disco con el cual acentúan el éxito y no faltaron las giras y presentaciones en televisión, festivales de radio, llegando a ser más conocida por sus videos, siendo el amor platónico de muchos chicos, que no contenían las ganas de subirse al escenario y regalarle flores y besos en sus presentaciones.
Graban Luz y Sombra (1987). "Me he enamorado de un fan" y "No me olvides" son temas con los que inmediatamente el público se identifica con la güera y con estos sigue cosechando éxitos.
Alma Gemela (1988) fue un disco polémico que causó inquietud por su portada, ya que Ilse aparece de frente y de espaldas junto a sus compañeras, simulando el alma gemela. Se llegó a pensar que se podría tratar de que Ilse sería sustituida o entraría una cuarta integrante al grupo. Esto no sucedió y el disco tuvo el éxito esperado, sorprendiendo a todos con el cambio de imagen más madura en vestuario, look y musicalmente hablando. "Detrás de tu silencio" y "No soy tan fuerte" fueron los temas que Ilse canta como solista en este disco.
Cuéntamelo Dum-Dum, disco dedicado al público infantil en donde Ilse hace éxito el tema "El mosquito bilingüe" (1989).
En 1990 Ilse se enfrenta sorpresivamente a la desintegración del grupo, en el cual por cinco años había cosechado triunfos, siendo esta la única en no tener un proyecto personal en el cual desenvolverse al terminar Flans. Ilse graba con Mimi e Ivonne el último LP Adiós (1990), del cual se desprende el tema "A cada paso", cóver de la cantautora española Luz Casal; "Poquito a poco" y "Ya no puedo detenerme" son temas en los que Ilse hace gala de su capacidad para interpretar temas tanto rítmicos (a los que el público estaba acostumbrado) como románticos y es autora del tema "Niña". 
Inmediatamente después de la desintegración de Flans, Ilse recibe la invitación por parte de Raúl Velasco y de Pati Chapoy a conducir un nuevo programa de televisión Galardón a los Grandes. En este programa, tiene la oportunidad de aprender y experimentar su faceta como conductora, al entrevistar a estrellas nacionales e internacionales de la talla de Luis Miguel, Julio Iglesias, Vicente Fernández, entre otros. El proyecto de su primer disco como solista la hace abandonar el programa, dejando el puesto a Bárbara Ferré.
Bajo la producción de Erich Bulling en 1992, Ilse lanza su primer proyecto solista llamado África (1993) en el cual se quita la etiqueta de Flans para ser reconocida por sus éxitos como "Háblame", "We-We", "Batonga" (estos dos covers de Angelique Kidjo), "Serpiente", "No es fácil decirte adiós", y "África".
A su vez Ilse en 1992 hace un dueto con el ex-timbiriche Benny Ibarra para un disco especial de Navidad.
En 1996 edita su segundo disco llamado El Río del cual se desprendieron los temas "Suavecito", "Tibio" y "El Río". En ese mismo año, participó en el programa Plaza Sésamo. Para 1997 tiene una actuación especial en la telenovela de Televisa María Isabel.
Para 1999 es llamada por Mildred Villafañe para ver la posibilidad de un reencuentro con Flans. Ilse se reúne nuevamente con sus compañeras Ivonne y Mimi para realizar una serie de conciertos en el Auditorio Nacional en la Ciudad de México, así como el lanzamiento de una nueva producción con temas inéditos denominado Hadas, del cual Ilse participa con los temas "Si te vas" y "Gracias" (Thank you). Este último es un cóver de la cantante británica Dido, del cual Ivonne y Mimi adaptan la letra al español dedicándosela a su compañera.
Todo parecía que iba viento en popa cuando, para marzo de 2001, Ilse y sus compañeras retoman su carrera como Flans junto con Mildred Villafañe como productora, más no como representante. Esto hace que Mildred exija más porcentaje en ganancias, por ser la titular del nombre y concepto "Flans", a lo que el trío se opone y empiezan una disputa legal en torno al nombre por el cual han trabajado tantos años. La Dirección General de Derechos de Autor decidió dar el fallo de la titularidad del nombre "Flans" a favor de Villafañe, pero las ex Flans no se desanimaron. Después de pensar mucho en el futuro del trío, decidieron adoptar el nombre de IIM (las iniciales del nombre de cada una), con el que lanzaron la séptima producción titulada simplemente IIM, con temas en versiones electrónicas adaptadas a la actualidad de sus más grandes éxitos.
En 2003, Ilse conduce el programa 100% mujer. Para el año 2005 presta su voz para la película mexicana de animación Imaginum. También es invitada a formar parte del jurado en el programa La academia: Cuarta generación, lo cual toma como una mala experiencia ya que se sintió agredida y exhibida dentro del programa al tener altercados con Lolita Cortés. Al final de la emisión, se disculpó con Ilse, confesándole que todo el lapso que duró el programa había sido dirigida por la producción para crear conflicto entre ellas y así subir los niveles de audiencia.
A finales de 2005 se reunió nuevamente con sus compañeras  Ivonne y Mimi quienes se reconciliaron con Mildred Villafañe y aparecieron nuevamente como Flans para celebrar los 20 años del grupo y hacen una gira llamada 20 millas después por toda la República Mexicana y Estados Unidos, cerrando la gira el 15 de diciembre de ese año en La Plaza de Toros México. 
En 2008, Ilse participó en el programa El show de los sueños: Sangre de mi sangre.
En 2010, llamaron a Flans (y para sorpresa de todos), por el grupo el cual siempre se consideró su rival en los años 80s: Pandora. Esto, para desmitificar la tan sonada rivalidad que había entre los dos grupos, ya que toda la vida han sido amigas y compañeras, aclarando que la rivalidad siempre la hicieron los medios de comunicación y que solo hubo entre ellas una competencia sana en lo que a la música se refiere. Aprovechando los 25 años del grupo Pandora, las Flans son invitadas a la grabación de una nueva versión del tema "Las mil y una noches" para el disco De Plata de Isabel, Mayte y Fernanda a la cual nuevamente solo asisten  Ilse y Mimi. De esto se derivaron tres presentaciones en vivo en el Auditorio Nacional (2011-2012) en las cuales Ilse y Mimi fueron ovacionadas de pie junto a las anfitrionas Pandora quienes a petición del público cantaron con Ilse y Mimi en su último concierto de 2012 el tema "Veinte Millas" de Flans.
Después de la nostalgia de cantar y estar juntas nuevamente Ilse y Mimi decidieron (ante el apuro de la edad, como dijo Ilse) reunirse con o sin Ivonne en un proyecto que ellas denominan Y si nosotras, el cual teniendo como marco de la Feria de Puebla el 12 de mayo de 2012, se presentaron con un show que tuvo como base las canciones de Flans pero cantando también temas de otros artistas, junto con sus músicos y 2 coros, el cual fue muy bien recibido por más de ocho mil personas que no dejaron de corear las canciones que alguna vez hicieron éxito.
En entrevista comentaron que la idea original era organizar un reencuentro del trío. Sin embargo, se enfrentaron a la negativa de Ivonne. "La idea era estar las tres juntas, pero tuvimos dos invitaciones en eventos, y solamente llegábamos Mimí y yo, motivo por el cual decidimos quedarnos nosotras dos y seguir con esto como Mimí e Ilse Ex Flans", comentó Ilse.  
A finales de 2012, sorpresivamente Ivonne se pone en contacto con Mimí e Ilse para hacerles saber –luego de toda la controversia que causó su negativa– que estaría interesada en un posible reencuentro musical. A inicios de 2013, aparecen juntas de nuevo en el concierto del grupo ochentero Matute, anunciando de esta forma su reencuentro como grupo. Utilizando únicamente sus nombres, "Ilse, Ivonne y Mimi" realizan oficialmente su regreso el 20 de abril de 2013 a los escenarios con la gira Hoy por ti, gira que fue un éxito bajo la producción y management de Ittshow, empresa independiente liderada por Cynthia Rodríguez y Laura Jasso dicha gira  se llevó a cabo en diversos puntos de la República Mexicana, Estados Unidos y Latinoamérica. Su regreso causó sensación entre el público y los medios de comunicación quienes realizaron espacios con múltiples entrevistas en donde comentan lo que significó este regreso.
El 25 de marzo de 2014 hacen oficial la firma del contrato con su nueva casa disquera, Sony Music México, y a su vez anuncian el lanzamiento de un nuevo álbum discográfico en formato Primera Fila, confirmándose en la cuenta de Twitter del trío y convirtiéndose el hashtag #Flans1aFila en tendencia en esa red social.
Primera fila fue lanzado el 30 de septiembre de 2014, logrando a pocas horas de su lanzamiento el disco de oro por ventas, y el primer lugar en iTunes. De este mismo se desprende su primer tema inédito Yo no sería yo lanzado el 19 de agosto ubicándose en las primeras posiciones. El álbum contiene otras tres canciones inéditas y además clásicos del grupo como "Bazar", "No Controles", "Veinte Millas", "Hoy por ti, mañana por mí", "Giovanni Amore", "Alma Gemela", "Tímido", "Me he enamorado de un fan", "Las mil y una noches", entre otros.
Anuncian el inicio de la gira Primera Fila para febrero de 2015, le siguieron "30 años Tour" y "Así somos Tour" esta última terminando el 30 de agosto de 2019 en la ciudad de Monterrey en el Auditorio Pabellón M.

## Discografía

### Dentro del grupo Flans
- Flans (1985)
- 20 millas (1986)
- Luz y sombra (1987)
- Alma gemela (1988)
- Cuéntamelo Dum Dum (1989)
- Adiós (1990)
- Hadas (1999)
- IIM (2002)
- Primera fila (2014)

### Solista
- África (1993)
- El Río (1996)

## Filmografía

### Telenovelas
- Cautiva (1986) ...Ella misma

- María Isabel (1997) ... Graciela Pereyra

### Cine
- Imaginum (2005) ... Elisa Naranja

### Programas de televisión
- Galardón a los grandes como conductora (1991-1992).
- Plaza Sésamo (Participó en algunos episodios en 1996).
- 100% mujer (2003-2004) como conductora.
- La academia: Cuarta generación (2005) como juez.
- El show de los sueños: Sangre de mi sangre (2008) como concursante.
- ¿Quién es la máscara? (2019) como "Gato".